# Andrzej Murzynowski
Andrzej Feliks Murzynowski (ur. 29 maja 1926 w Wolnicy, zm. 13 grudnia 2016 w Warszawie) – polski prawnik, profesor nauk prawnych, profesor zwyczajny Uniwersytetu Warszawskiego, specjalista w zakresie postępowania karnego, prezes Izby Karnej Sądu Najwyższego.

## Życiorys
Syn Michała i Heleny. Urodził się w rodzinie ziemiańskiej. W latach 1942–1944 uczył się na tajnych kompletach w Gimnazjum im. Tadeusza Reytana w Warszawie. Był uczestnikiem powstania warszawskiego w szeregach Armii Krajowej (pseudonim „Błysk”). Należał do Dywizjonu „Jeleń”, który 1 sierpnia 1944 w godzinę „W” nacierał na dzielnicę policyjną w alei Szucha. Po zakończeniu wojny zdał maturę w Liceum im. Stefana Żeromskiego w Jeleniej Górze (1947) i ukończył studia prawnicze na Uniwersytecie Łódzkim (1951), a następnie swoją karierę naukową związał z Wydziałem Prawa Uniwersytetu Warszawskiego. W 1968 po wydarzeniach marcowych przewodniczył komisji dyscyplinarnej, pozwolił obrońcom studentów na nieskrępowane prowadzenie obrony i nie zezwolił na utajnianie rozpraw dyscyplinarnych. Należał do Polskiej Zjednoczonej Partii Robotniczej.
Po 1989 został członkiem składu Sądu Najwyższego. W latach 1990–1996 kierował Izbą Karną. W lutym 1994 pod jego kierownictwem zapadła uchwała o zasadach realizacji immunitetu parlamentarnego. W 2002 jako sędzia Sądu Najwyższego w stanie spoczynku został ekspertem pierwszej sejmowej komisji śledczej, powołanej do wyjaśnienia działań państwa w sprawie Lwa Rywina.
Był członkiem zwyczajnym Towarzystwa Naukowego Warszawskiego – Wydziału II Nauk Historycznych, Społecznych i Filozoficznych.
W 1996 za wybitne zasługi dla wymiaru sprawiedliwości oraz osiągnięcia w pracy naukowej i dydaktycznej został odznaczony Krzyżem Komandorskim Orderu Odrodzenia Polski. W 2010 został doktorem honoris causa Uniwersytetu Jagiellońskiego.
19 grudnia 2016 został pochowany na cmentarzu w Otwocku.